# ベネッセチャンネル
ベネッセチャンネル（英称：Benesse Channel）は、ベネッセコーポレーションが運営し、スカパー!プレミアムサービス (標準画質) と一部のケーブルテレビ、IP放送、ブロードバンドで提供していた専門チャンネルである。放送期間は2007年4月1日から2009年3月31日までの2年間。

## 概要
- 2007年3月15日に試験放送開始、同年4月1日に本放送開始[1]。スカパーでのチャンネルは「Ch.248」[2]。
- ベネッセが展開する学校教育、生涯学習、子育て、家事などの各種教養番組を、無料（スカパー！基本料金を除く）で24時間放送した（不定期のメンテナンス休止を除く）[3]。
- 2009年3月31日の21時30分を以って、諸般の都合により放送を終了した[4]。本放送期間は開局後の2年間のみ。なお本放送終了後は、一部番組は同年4月から他メディアでの配信をするとした。

## 展開するプラットフォーム
- CS直接受信　スカパー!ch248
- ケーブルテレビ　ケーブルテレビ足立、ケイ・キャット（eo光テレビ含む。2008年10月1日開始）、香川テレビ放送網（同）
- IP放送　ひかりTV
- ブロードバンド　ベネッセチャンネルオフィシャルホームページ、J:COMオンデマンド（J:COMケーブルテレビ局加盟者向け）